# Світлий (Сакмарський район)
Сві́тлий (рос. Светлый) — селище у складі Сакмарського району Оренбурзької області, Росія.

## Населення
Населення — 2171 особа (2010; 2118 у 2002).
Національний склад (станом на 2002 рік):
- росіяни — 69 %